# Alimentação do circuito integrado
Quase todos os circuitos integrados (CI's, ou IC's em nomenclatura Inglesa) tem pelo menos dois pinos que se conectam à alimentação do circuito em que estão instalados. Estes são conhecidos como pinos de alimentação do CI. No entanto, a rotulagem dos pinos varia de acordo com a família CI e fabricante.
| Nomenclatura típica da alimentação | Nomenclatura típica da alimentação | Nomenclatura típica da alimentação | Nomenclatura típica da alimentação | Nomenclatura típica da alimentação |
| ---------------------------------- | ---------------------------------- | ---------------------------------- | ---------------------------------- | ---------------------------------- |
| BJT                                | FET                                |                                    |                                    |                                    |
| VCC                                | VDD                                | V+                                 | VS+                                | Tensão de alimentação positiva     |
| VEE                                | VSS                                | V−                                 | VS−                                | Tensão de alimentação negativa     |

Marcação generica de um CI

As etiquetas mais simples são V + e V-, mas o desenho interno e tradições históricas levaram a uma variedade de outras etiquetas utilizadas. V + e V-também pode se referir à inversão (-) e não inversora (+) entradas de tensão de ICs como os amplificadores operacionais.
Às vezes um dos pinos de alimentação irá ser referido como terra (abreviado "GND"). Na lógica digital, este é quase sempre o pino negativo, em circuitos integrados analógicos, é mais provável que seja um pino intermediário de tensão entre os pinos mais positivos e mais negativos.
Enquanto notação subscrita dupla, onde as letras subscritas denotar a diferença entre dois pontos, usa espaços reservados à procura semelhantes com subscritos, o fornecimento de notação subscrita tensão dupla carta não está diretamente ligada (embora ele pode ter sido um fator de influência).